# Gecko (Overdrive)
«Gecko (Overdrive)» es una canción realizada por el DJ y productor neerlandés Oliver Heldens. Cuenta con la colaboración de la cantante británica y participante del The Voice UK, Becky Hill. Fue lanzado como sencillo el 17 de mayo de 2014. En el Reino Unido tuvo su edición el 3 de junio de 2014 llegando a la primera ubicación de su lista de sencillos, convirtiéndose en su primer número uno en este territorio para ambos artistas.
Es la versión vocal del sencillo «Gecko» de Oliver Heldens lanzado originalmente el 30 de diciembre de 2013 por el sello Musical Freedom.

## Video musical
Fue dirigido por el equipo de productores Kidshow conformado por Sam Jones y Andrei Schwartz. Empieza mostrando como una pareja celebra su aniversario de manera alocada. Pronto, su hija llega a casa con un chico que es claramente su amor platónico y se mortifica al ver a sus padres actuando de una manera extraña. Luego de una cena al menos incómoda, el joven sube las escaleras para espiar la habitación de los padres de la muchacha y los observa teniendo sexo mediante unos tentáculos que emergían de sus cuerpos similar a los de la película La Cosa. Luego el joven decide ir a la habitación de la muchacha en la que tímidamente se toman la mano. Esta no puede controlar sus impulsos y también toma con su tentáculo al joven.

## Lista de canciones
| Descarga digital – sencillo |                                  |          |  |
| N.º                         | Título                           | Duración |  |
| 1.                          | «Gecko (Overdrive)» (Radio Edit) | 2:45     |  |

| Descarga digital – EP |                                                  |          |  |
| N.º                   | Título                                           | Duración |  |
| 1.                    | «Gecko» (Radio Edit)                             | 2:46     |  |
| 2.                    | «Gecko (Overdrive)» (Extended Edit)              | 4:57     |  |
| 3.                    | «Gecko (Overdrive)» (Jack Beats Remix)           | 4:54     |  |
| 4.                    | «Gecko (Overdrive)» (Matrix & Futurebound Remix) | 3:38     |  |
| 5.                    | «Gecko (Overdrive)» (DJ S.K.T Remix)             | 4:25     |  |

## Créditos
Créditos adaptados a partir de las notas del sencillo.
- Masterización – Lewis Hopkin
- Mezclas, Producción, Grabación – Oliver Heldens
- Productor [Vocal] – MNEK
- Voces – Becky Hill

## Posicionamiento en listas y certificaciones
| País         | Lista (2014)         | Mejor posición |
| ------------ | -------------------- | -------------- |
| Bélgica      | Ultratop 50 flamenca | 46             |
| Bélgica      | Ultratip valona      | 22             |
| Francia      | SNEP Singles Chart   | 73             |
| Países Bajos | Dutch Top 40         | 34             |

| País           | Lista (2014)            | Mejor posición |
| -------------- | ----------------------- | -------------- |
| Alemania       | Media Control AG        | 23             |
| Australia      | ARIA Singles Chart      | 71             |
| Austria        | Ö3 Austria Top 40       | 35             |
| Escocia        | Scottish Singles Top 40 | 2              |
| Estados Unidos | Dance/Electronic Songs  | 33             |
| Hungría        | Single Top 40           | 40             |
| Irlanda        | Irish Singles Chart     | 30             |
| Países Bajos   | Mega Single Top 100     | 48             |
| Reino Unido    | UK Singles Chart        | 1              |
| Reino Unido    | UK Dance Chart          | 1              |
| Suecia         | Sverigetopplistan       | 55             |
| Suiza          | Schweizer Hitparade     | 23             |

| País        | Lista (2014)                | Posición |
| ----------- | --------------------------- | -------- |
| Reino Unido | The Official Charts Company | 35       |

| País        | Organismo certificador | Certificación | Ventas  |
| ----------- | ---------------------- | ------------- | ------- |
| Reino Unido | BPI                    | Oro           | 400 000 |

### Sucesión en listas
| Anterior: «Ghost» de Ella Henderson | UK Singles Chart — Sencillo Nro 1 29 de junio de 2014 — 5 de julio de 2014 | Siguiente: «Problem» de Ariana Grande con Iggy Azalea |